# 草加市
草加市（日语：／ Sōka shi */?）是位於日本埼玉縣靠近東南方的城市，現為施行時特例市。草加地區在江戶時代是日光街道上以江戶為中心的第二個宿場。境內南邊和東京都足立區相連，北邊銜接越谷市，東邊則和三鄉市、八潮市以及吉川市為鄰，西方是川口市。整個市區位於中川以及綾瀨川的下游流域。
草加市在昭和30年（1955年）由草加町、谷塚村和新田村等合併而成之後，就大致確定了草加市的主要範圍。昭和33年（1958年）11月1日正式成為埼玉縣內第21個實行市制的地區。之後當地大規模建立住宅公寓，以及東武鐵道和帝都高速度交通營團的互相合作運營，住戶大幅增加之後成長至現在人口約為24萬的城市。

## 概要
市域東西寬約7.24公里，南北長約7.6公里，整體面積約27.42平方公里。昭和37年當時以34,878名人口開始正式實行市制。
實行市制的同年，東武鐵道的東武伊勢崎線與地下鐵日比谷線開始營運，加上松原團地的大規模住宅公寓建設，在昭和38年（1963年）時當地人口就突破5萬人。昭和43年（1968年）時成為埼玉縣內第8個人口突破10萬的都市。

### 象徵
- 市章
昭和33年（1958年）11月1日所制定的市章，圖案是由草的古字「艸」截取其單邊所製成的圖案，三組圓圈也同時分別代表著當時合併的草加町、谷塚町與新田村，三條線將其相連亦代表著兩町一村合併的意義。[4]
- 市花與市樹
分別是菊花以及松樹，昭和48年（1973年）11月1日實行市制15週年紀念時，募集市民的意見所制定的。在市內的谷塚町與新田町地區盛產夏菊與秋菊，至今仍尚有約70戶農家致力菊花的栽培[5]。在舊日光街道的松原一帶，種植著整排的黑松（日语：クロマツ），象徵著草加的歷史與文化。[4]

## 地理
- 位置與地形
草加市位處埼玉縣東南方的位置，屬於中川、綾瀬川的下游流域，整體在關東平原上，是個低濕的沖積平地，平均海拔約3公尺。市的東北方向以中川為界和吉川市、八潮市相鄰，東方則是三鄉市；西北方向以綾瀬川為界與越谷市相接；西面以傳右川為界的是川口市；南面則是以長毛川為界的東京都足立區。[6]
由於地勢較低，而且中川、綾瀬川流經這附近時有不少蜿蜒的河道，使得這個區域如果有大雨，就會容易發生水災，而且水流不易，導致浸水時間也會比較長。中川、綾瀬川流域在昭和30年代為止都還是屬於典型的農村地帶。昭和40年代進入高度的成長期，加上屬於東京近郊的地理條件，下游的流域也跟著極速的邁向都市發展，人口、資產等的集中，如果萬一再發生洪水，所遭受的損失將可能比起以往還要大的可能。[7]
- 氣候
草加市氣候屬於溫帶氣候，夏天高溫潮濕，冬天則寒冷雨量少。降雨大都集中在春雨、秋雨和颱風的季節。年間降雨量約1,200mm－1,600mm左右。[6]

## 歷史
江戶時代以前，連接江戶到奧州的道路、從千住（今東京都荒川區、足立區一帶）到越谷，都需要沿著河川繞很大一圈，交通非常不便。後來由於交通量的增加，江戶幕府決定做一條由千住到越谷的新道路，於是下令鄰近的村莊設立宿場，這就是最早期草加宿的由來，當時新整修的道路就是日光街道。而草加這個名稱有諸多不同的說法，其中比較被公認的看法是，慶長11年（1606年）成立草加宿前，宿篠葉村（古村名‧現草加市松江町）一名叫做大川圖書的人和各方面商量之後，認為這裡地勢低窪充滿溼地，導致闢路困難。當時造路所採用的方式是利用收割的草來著土，因此草加地區成為日光街道中的草加宿。
寬永7年（1630年），草加宿受到幕府的正式認可成為驛站。之後來往日光的旅客也明顯增加，寬永12年（1635年）制定了參勤交代的法令之後，當地越來越熱鬧。元祿2年（1689年），日本著名的詩人松尾芭蕉曾路過草加地區，在《奧之細道》中也有描述到草加的內容。後續還有伊能忠敬、渡邊崋山等知名文人經過草加，在當時可以說是街道的特殊文化。
明治4年（1871年）11月，草加地區正式改由埼玉縣管轄。明治22年（1889年）施行町村制，領域內有草加町、谷塚村、新田村、川柳村、安行村、八条村等。明治32年（1899年）東武鐵道開通，並在當地設立草加車站。
昭和30年（1955年）1月1日，將草加町、谷塚町、新田村合併，成為草加町。到了昭和33年（1958年）才正式實行市制，成為埼玉縣第21個市，當時人口34,878人。之後由於鐵道交通的完善，加上與東京都鄰近的地理位置，所以人口迅速成長。平成元年（1989年）2月28日的人口正式突破200,000人。

## 草加煎餅

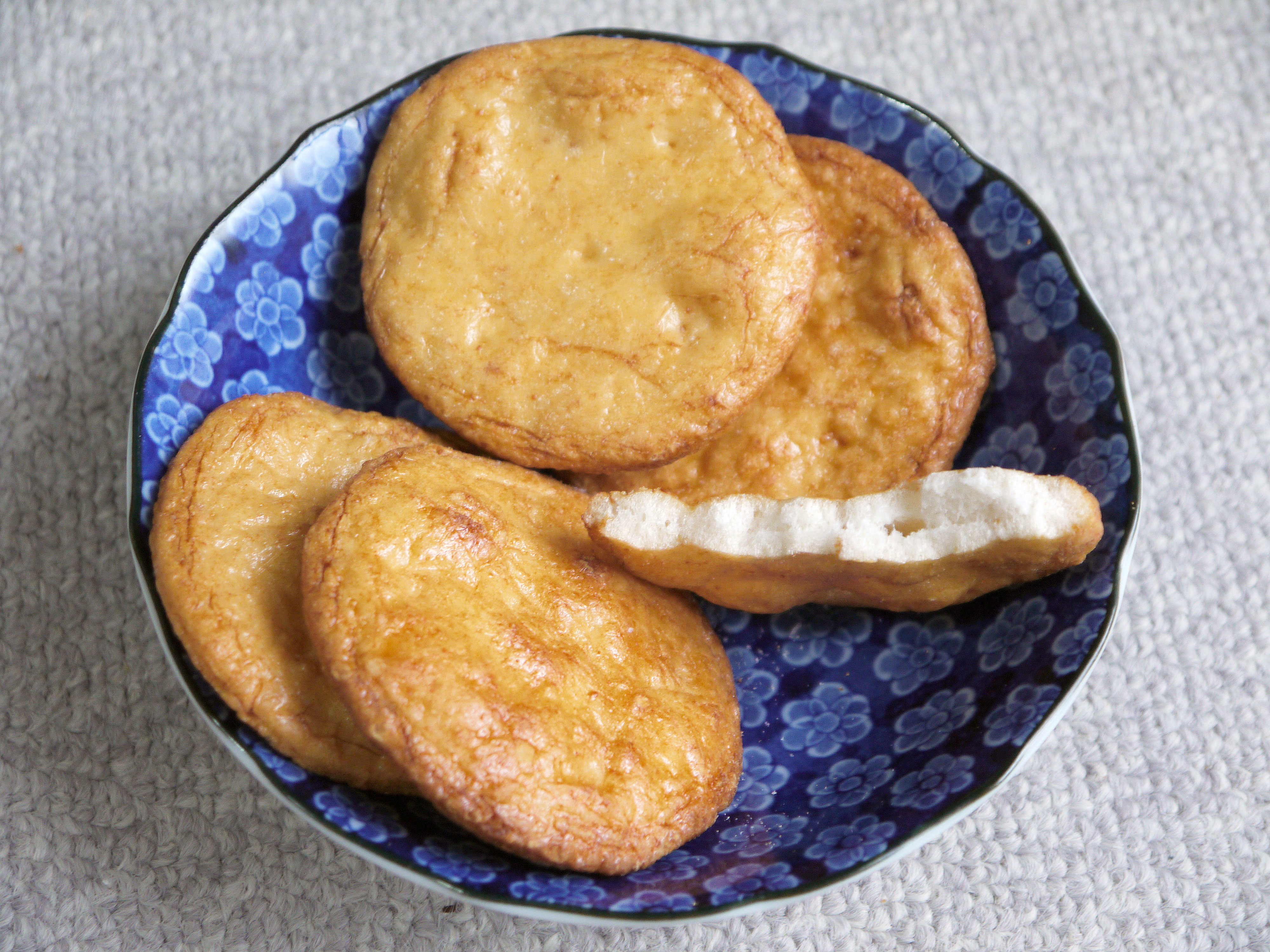
煎餅

日本的大多數人只要聽到草加就會想起煎餅，而想到了煎餅就會想起草加。雖說煎餅原本是在約1,200年前由中國的唐朝所傳來日本的，但是經過日本多代的演化，日式的煎餅已經和中國煎餅有明顯的不同。
草加煎餅並沒有任何詳細記載何時出現。根據市內青柳町的藤波家收藏的寬政8年（1796年）的《萬祝儀覺帳》中有出現煎餅的紀錄，是目前當地有關煎餅的最古文獻。而有關草加煎餅的起源還出現了幾個傳說。其中最具代表性的說法，是指草加宿成立之後有許多茶屋開設，其中有家茶屋的老婆婆兼賣著糰子，但是賣不出去的糰子時常得丟棄，於是有人建議他將那些糰子壓扁後曬乾，烤過後當做烤餅出來賣。後來這個糰子演變出來的餅就成了草加宿的名產，變成現在的草加煎餅。

## 交流
- 國內
 昭和村 （位於：福島縣）
昭和60年（1985年）共同發表友好交流宣言。[13]
- 國外
 卡森市（位於：美國加利福尼亞州）
昭和54年（1979年）締結為姐妹城市。[14]
 安陽市（位於：中華人民共和國河南省）
平成10年（1998年）締結為友好城市。[15]

## 交通

### 鐵路
東武鐵道
- 伊勢崎線：谷塚站 - 草加站 - 獨協大學前（草加松原）站 - 新田站

### 道路

#### 高速公路
- 東京外環自動車道
  - 草加IC

#### 一般國道
- 國道4號（草加繞道（日语：草加バイパス）、東埼玉道路（日语：東埼玉道路））
- 國道298號（日语：国道298号）

#### 主要地方道
- 埼玉縣道29號草加流山線（日语：埼玉県道・千葉県道29号草加流山線）
- 埼玉縣道34號埼玉草加線（日语：埼玉県道34号さいたま草加線）
- 埼玉縣道49号足立越谷線（日语：東京都道・埼玉県道49号足立越谷線）（日光街道）
- 埼玉縣道54號松戸草加線（日语：千葉県道・東京都道・埼玉県道54号松戸草加線）
- 埼玉縣道58號台東川口線（日语：東京都道・埼玉県道58号台東川口線）（第二産業道路）

#### 一般縣道
- 埼玉縣道102號平方東京線（日语：埼玉県道・東京都道102号平方東京線）
- 埼玉縣道103號吉場安行東京線（日语：埼玉県道・東京都道103号吉場安行東京線）
- 埼玉縣道104號川口草加線（日语：埼玉県道104号川口草加線）
- 埼玉縣道115號越谷八潮線（日语：埼玉県道115号越谷八潮線）（草加產業道路）
- 埼玉縣道161號越谷川口線（日语：埼玉県道161号越谷川口線）
- 埼玉縣道327號草加八潮三郷線（日语：埼玉県道327号草加八潮三郷線）
- 埼玉縣道328號金明町鳩谷線（日语：埼玉県道328号金明町鳩ヶ谷線）
- 埼玉縣道380號柿木町蒲生線（日语：埼玉県道380号柿木町蒲生線）
- 埼玉縣道401號谷塚停車場線（日语：埼玉県道401号谷塚停車場線）
- 埼玉縣道402號草加停車場線（日语：埼玉県道402号草加停車場線）
- 埼玉縣道403號松原團地停車場線（日语：埼玉県道403号松原団地停車場線）